# Franz Raule
Franz Raule (* 20. November 1920; † 19. Oktober 2001) war ein österreichischer Hockeyspieler. 

## Sportliche Karriere
Franz Raule spielte für den Hockey Club Wien.
Bei den Olympischen Spielen 1948 in London stand Raule bei allen drei Spielen der österreichischen Mannschaft im Tor. Nach einer 0:8-Niederlage gegen die indische Mannschaft im Auftaktspiel erreichten die Österreicher sowohl gegen Argentinien als auch gegen Spanien ein 1:1. In der Gesamtwertung belegten die Österreicher den siebten Platz.
Vier Jahre später bei den Olympischen Spielen 1952 in Helsinki absolvierte die österreichische Mannschaft vier Spiele, von denen sie zwei gewann. Raule stand nur im Spiel gegen die Italiener im Tor, in den anderen drei Partien spielte Walter Kaitna. Die Österreicher schieden im Viertelfinale gegen die Inder aus und wurden damit Fünfte.